# Schwarzes Tor (Rottweil)

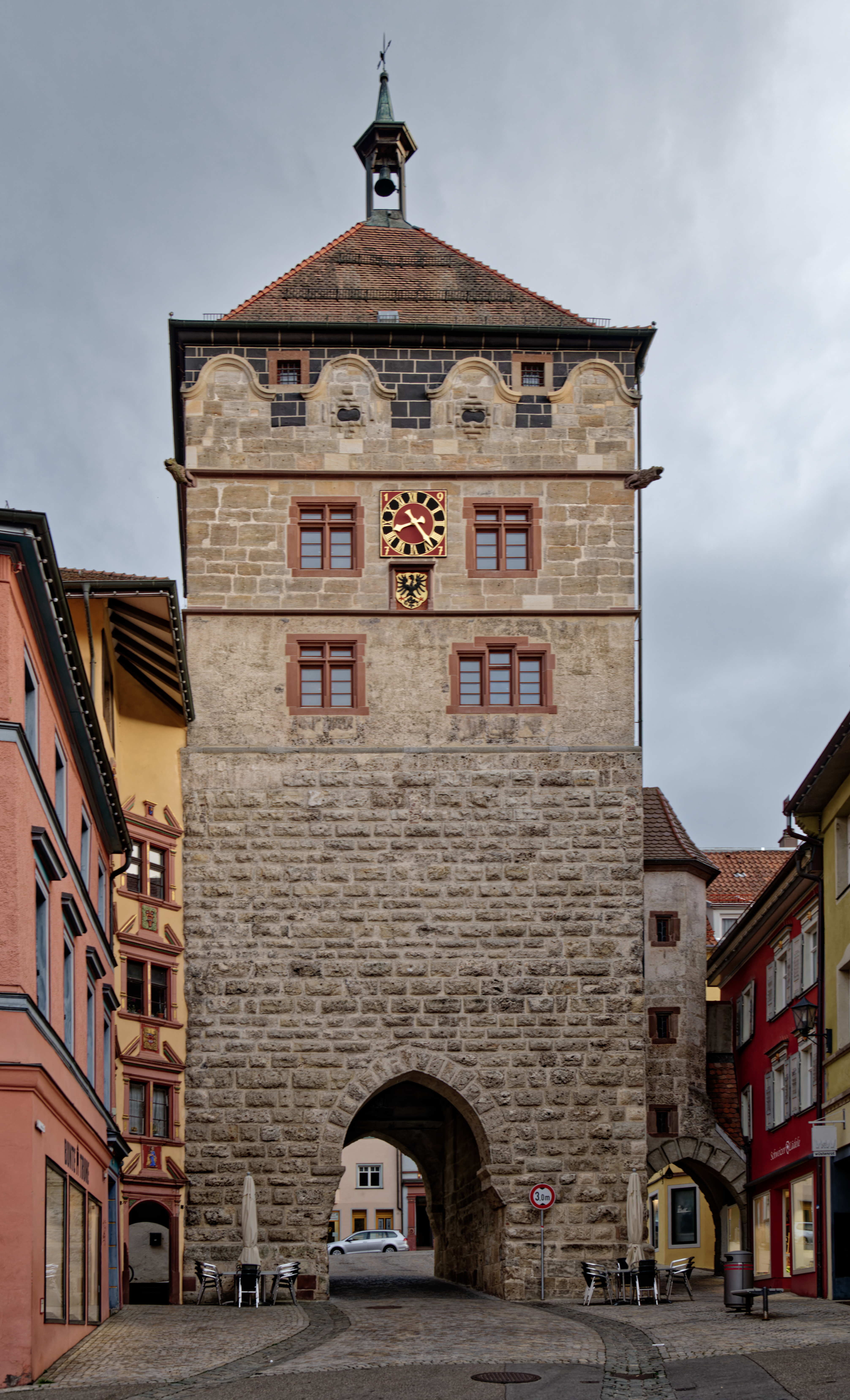
Das Schwarze Tor von Osten

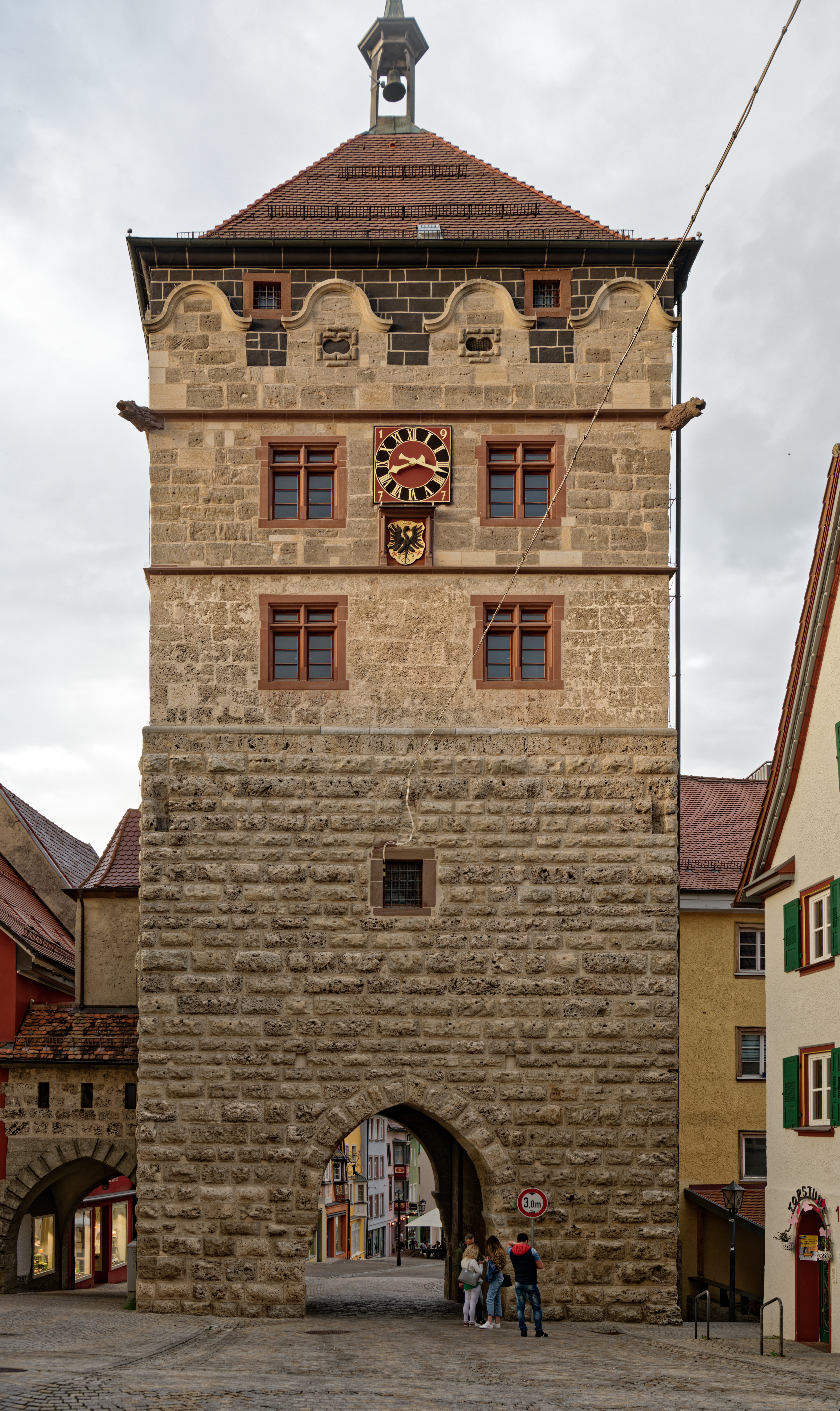
Schwarzes Tor von Westen

Das Schwarze Tor ist Teil der einstigen Stadtbefestigung der Stadt Rottweil in Baden-Württemberg und gleichzeitig das letzte erhaltene Stadttor der Stadt. Es befindet sich am Ende der Oberen Hauptstraße im Westen des historischen Stadtzentrums und steht unter Denkmalschutz.

## Lage
Das Schwarze Tor befindet sich am Ende der Oberen Hauptstraße und bildet damit den westlichen Endpunkt des Hauptstraßenkreuzes der historischen Innenstadt Rottweils. Jenseits des Tores liegt der sogenannte Waldtorvorort mit der Waldtorstraße, im Volksmund auch „Zizenhausen“ genannt.

## Geschichte und Architektur
Der erste Bauabschnitt wurde auf die Zeit zwischen 1240 und 1244 datiert. Das Tor hat einen fast quadratischen Grundriss mit etwa 10,9 auf 11,5 m. Der Befestigungsabschnitt um das Schwarze Tor bildete jedoch nur wenige Jahrzehnte tatsächlich die Außengrenze der Stadt, denn der Waldtorvorort wurde bereits im Mittelalter erbaut und die eigentliche Stadtbefestigung strategisch günstiger über die westlich der Stadt gelegene Anhöhe gezogen, wovon heute unter anderem noch der Hochturm zeugt. Der Zugang zur Stadt von Westen erfolgte in der Folge durch die heute abgegangenen Stadttore Flöttlinstor und Neutor.
Die Fassade ist im unteren Teil mit massiven Buckelquadern gestaltet, die Wanddicke übertrifft mit bis zu 3,4 m sogar die der eigentlichen Stadtmauer.
1566 wurde das auch Waldtor genannte Stadttor zum ersten Mal nachweislich als Schwarzer Turm bezeichnet. Die Bezeichnung rührt von einem früheren schwarzen Anstrich des Bauwerks. Der Oberbau mit zwei Geschossen und Zinnenkranz wurde um 1571, das Zeltdach wurde um 1706 aufgesetzt. Das hölzerne Innengerüst wurde mehrfach erneuert.
Ab 1812 wurde der Turm als Gefängnis genutzt.
Auf beiden Seiten des Tores ist je ein rotes Ziffernblatt (bezeichnet mit 1977) und eine Wappentafel mit dem Rottweiler Stadtwappen (bezeichnet mit 1571) angebracht. Die beiden Obergeschosse haben auf allen Seiten je vier Fenster, auf dem Dach befindet sich ein Dachreiter mit einer Glocke. An den Ecken befinden sich Wasserspeier aus Buntsandstein. Es handelt sich dabei um Kopien aus den 1970er Jahren, die Originale befinden sich in der Lorenzkapelle. Über einem erst 1915 angelegten Fußgängerdurchgang auf der Nordseite des Tores befindet sich ein erkerartiger Anbau, in dem eine Wendeltreppe in die Obergeschosse führt.

## Bedeutung
Das Schwarze Tor ist eines der bekanntesten Wahrzeichen der Stadt und Ausgangspunkt für den Rottweiler Narrensprung. 